# Explora II
Explora II of Chrono Quest II is een videospel voor diverse platforms. Het spel werd uitgebracht in 1990.

## Platforms
| Jaar | Platform        |
| ---- | --------------- |
| 1989 | DOS             |
| 1990 | Amiga, Atari ST |

## Ontvangst
| Beoordeeld door                       | Platform | Datum         | Score |
| ------------------------------------- | -------- | ------------- | ----- |
| Zzap!                                 | Amiga    | juni 1990     | 85%   |
| Amiga Mania                           | Amiga    | november 1992 | 75%   |
| CU Amiga                              | Amiga    | juni 1990     | 75%   |
| ACE (Advanced Computer Entertainment) | Amiga    | juli 1990     | 68%   |
| Australian Commodore and Amiga Review | Amiga    | oktober 1990  | 65%   |
| Amiga Joker                           | Amiga    | juli 1990     | 56%   |
| Power Play                            | Amiga    | juli 1990     | 46%   |
| Power Play                            | Atari ST | juli 1990     | 46%   |
| The Games Machine (GB)                | Amiga    | juni 1990     | 23%   |